# هنریک تارجومانیان
هنریک تارجومانیان (ارمنی: Հենրիկ Վարդանի Թարջումանյան؛ زادهٔ ۱۹۲۷ - درگذشته ۲۰۱۴) سیاستمدار اهل ارمنستان بود که از تاریخ ۱۹۷۵ تا تاریخ ۱۹۸۵ سمت وزارت کشاورزی ارمنستان را برعهده داشت.

## زندگی‌نامه
در ۱۹۲۷ به دنیا آمد وی در ۲۰۱۴ در سن ۸۷ سالگی درگذشت